# Pedro Sarabia
Pedro Alcides Sarabia Achucarro (ur. 5 lipca 1975 w Asunción) – paragwajski piłkarz grający na pozycji środkowego obrońcy. Obdarzony przydomkiem „Cabo”.

## Kariera klubowa
Karierę piłkarską Sarabia rozpoczął w stołecznym mieście Asunción w tamtejszym klubie Cerro Porteño. W 1994 roku zadebiutował w jego barwach w paragwajskiej Primera División i w tym samym roku został z nim mistrzem Paragwaju. Miał także udział w zdobyciu w 1996 roku swoim drugim tytule mistrzowskim.
Latem 1996 roku Pedro wyjechał do Argentyny i został zawodnikiem stołecznego Club Atlético Banfield. Tam spędził jeden sezon i już w 1997 roku został zawodnikiem jednego z czołowych klubów w kraju, Club Atlético River Plate. Tam stał się podstawowym zawodnikiem zespołu i stworzył blok obronny wraz z rodakiem Celso Ayalą. W 1997 roku wywalczył z River swój pierwszy tytuł - mistrzostwo fazy Apertura. Kolejne sukcesy z River osiągnął w 1999, 2000 i 2002, kiedy zdobywał odpowiednio tytuły mistrza Apertury i dwa razy Clausury. Ogółem w barwach „Millonarios” rozegrał 83 spotkania.
Latem 2002 Sarabia wyjechał do Meksyku, gdzie przez sezon grał w Jaguares Chiapas. W 2003 roku wrócił do ojczyzny i został piłkarzem Club Libertad, z którym został mistrzem Paragwaju. W 2004 roku odszedł do Cerro Porteño i dwukrotnie w ciągu dwóch lat był mistrzem ligi. W 2005 roku ponownie trafił do Libertad, z którym zdobył dwa tytuły mistrzowskie w latach 2006–2007.

## Kariera reprezentacyjna
W reprezentacji Paragwaju Sarabia zadebiutował w 1995 roku. W tym samym roku wystąpił na Copa América 1995, a w 1998 został powołany przez selekcjonera Paula Césara Carpegianiego do kadry na Mistrzostwa Świata we Francji. Tam był podstawowym zawodnikiem i wystąpił w czterech spotkaniach: zremisowanych 0:0 z Bułgarią i Hiszpanią, wygranym 3:1 z Nigerią oraz przegranym 0:1 w 1/8 finału z Francją. Z kolei w 2002 roku Pedro znalazł się w kadrze na Mistrzostwa Świata 2002. Nie wystąpił tam w żadnym spotkaniu. Ostatni mecz w drużynie narodowej rozegrał w 2006 roku, a ogółem w kadrze narodowej zagrał 47 razy.